# Arno
Arno je rijeka u Italiji, u regiji Toskani. Najvažnija je rijeka središnje Italije nakon Tibera.
Rijeka izvire na planini Falterona u Apeninima i teče prema jugu. Blizu Arezza skreće prema zapadu. Teče kroz Firencu, Empoli i Pisu te se ulijeva u Ligursko more kod ljetovališta Marina di Pisa. Najveća je rijeka regije s duljinom od 241 km. Glavne su joj pritoke: Sieve (60 km), Bisenzio (49 km), Ombrone, Era, Elsa, Pesa i Pescia. Porječje zauzima preko 8200 km² i prima vodu iz sljedećih porječja:
- Casentino, u pokrajini Arezzo,
- Val di Chiana,
- Gornji Valdarno,
- Sieve, koja se ulijeva u Arno neposredno prije Firence,
- Srednji Valdarno,
- Donji Valdarno.

Rijeka teče kroz Firencu, gdje prolazi ispod mostova Ponte Vecchio i Ponte Santa Trinita. Rijeka je kroz povijest redovito plavila grad, posljednji puta 1966. godine. Tada je rijeka prešla nasipe i preko 40 je ljudi smrtno stradalo, a brojne su umjetnine uništene ili oštećene. Više od 40 godina kasnije još na stotine umjetnina čekaju obnovu. Istjek Arna je nestalan i može biti (blizu izvora) između 0,56 m³/s i 3540 m³/s. Ipak, nove su brane uzvodno od Firence gotovo riješile problem poplava.

## Galerija
- Arno u Firenci
- Arno u Pisi, blizu mosta Ponte della Fortezza
- Ušće Arna blizu Pise

## Vanjske poveznice
|  | Zajednički poslužitelj ima stranicu o temi Arno    |
|  | Zajednički poslužitelj ima još gradiva o temi Arno |

- Autorità di Bacino del fiume Arno (tal.) (engl.)